# Barajul Vidra
Barajul Vidra este amplasat pe râul Lotru, în cheile Vidra, la 30 km amonte de stațiunea Voineasa. Reprezintă principala amenajare din cadrul schemei de amenajare a râului Lotru.

## Descrierea hidrografică

Prelucrare 3D - Lacul Vidra

Circa 25% din debitul regularizat provine din aportul Lotrului care are un debit mediu multianual la Vidra de aproximativ 4,5 m³/sec.
În lacul principal Vidra sunt captate și alte râuri prin sistemul de aducțiuni și captări secundare, ce cuprinde 81 de captări grupate în trei ramuri distincte:
- Ramura Nord (gravitațională și cu pompaj);
- Ramura Sud (gravitațională și cu pompaj);
- Ramura Vest (gravitațională).

În sistemul de derivații secundare se integrează stațiile de pompare Petrimanu, Jidoaia și Lotru-Aval, la care se adaugă captarea gravitațională Galbenu și captările ce debușează direct în aducțiunea principală, Mănăileasa și Rudăreasa.
Captarea apelor din rețeaua de aducțiuni secundare sud este realizată de către lacul Petrimanu, barajul de 50 m înălțime în dublu arc, din beton, realizând un volum util de 1,8 mil m3. Trei grupuri de pompare (P=10,5 MW, Q=4,66 m³/sec și Hnet=174 m) pompează apa în galeria sud-gravitațională ce debușează în lacul Vidra la Vidruța. La 6 km în amonte de barajul Petrimanu se găsește captarea gravitațională Galbenu, creată pe cel mai important afluent al Lotrului-Latorita, în aval de confluența cu pârâul Galbenu. Un baraj de 60 m înălțime în dublu arc, din beton, realizează un volum util de 1,8 mil m³. De la priza de apă a barajului apa se scurge gravitațional pe galerie subterană spre lacul Vidra (se întâlnește cu apa pompată de stația de pompe Petrimanu în galeria sud-gravitațională).
Stația de pompe Jidoaia este situată pe pârâul Voineșița colectând apele din ramura Nord gravitațională, barajul de 50 m înălțime în dublu arc, din beton, realizând un volum util de 0,3 mil m³. Două  grupuri de pompare (P=10,5 MW, Q=4,66 m³/sec și Hnet=193 m) pompează apa în galeria nord-gravitațională ce debușează în lacul Vidra la Goata. Apele afluenților Lotrului din aval de barajul Vidra sunt colectate în lacul stației de pompare Lotru-Aval, barajul de 42 m înălțime în dublu arc, din beton, realizând un volum util de 0,675 mil m³. Două  grupuri de pompare (P=4 MW, Q=1 m³/sec și Hnet=318 m) pompează apa în galeria nord-gravitațională ce debușează în lacul Vidra la Goata.

## Lacul de acumulare

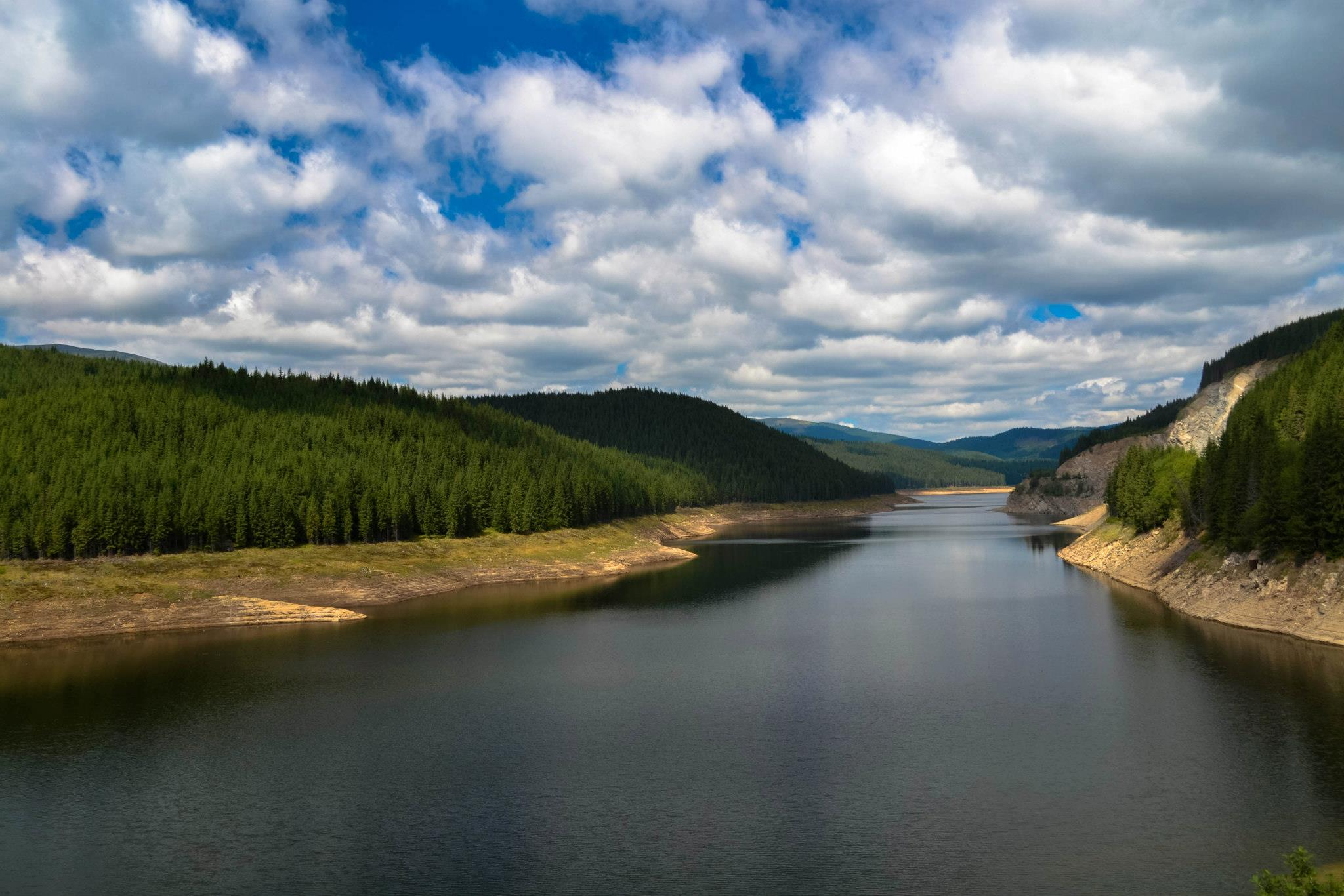
Lacul de acumulare Vidra

Lacul de acumulare are următoarele caracteristici:
- lungime: cca 8 km
- lățime maximă: cca 1,4 km
- volum total brut (la NNR): 340,0 mil. m³
- volum total (la nivel maxim de exploatare): 370,0 mil. m³
- volum mort (la nivel minim de exploatare): 40,0 mil. m³
- nivel normal de retenție (NNR): 1289,00 mdM
- nivel maxim de exploatare (Nmax E): 1293,00 mdM
- nivel minim de exploatare (Nmin E): 1237,00 mdM
- suprafața la NNR: 1240 ha

## Barajul frontal
Barajul Vidra este de tip baraj de anrocamente cu nucleu de argilă.
Principalele caracteristici ale barajului sunt următoarele:

### Caracteristicile geometrice
- înălțimea maximă de la cota minimă de fundație: 121,00 m
- înălțimea maximă deasupra talvegului: 113,00 m
- lungimea la coronament: 350,00 m
- lățime maximă la coronament: 10.00 m
- lățime maximă la bază: 450,00 m
- panta paramentului amonte: 1:1,75 și 1:2,50
- panta paramentului aval: 1:1,50 și 1:2,00
- cotă coronament: 1293 mdM
- cotă fundație: 1175 mdM
- cotă talveg: 1180 mdM

### Elemente componente ale barajului

#### Descărcători hidraulici

##### Descărcătorii de ape mari
Este amplasat în versantul stâng, fiind alcătuit dintr-un deversor cu nivel liber, continuat cu o galerie subterană cu scurgere cu nivel liber și aruncătoare în aval, toate executate din beton armat.
Creasta deversorului este la cota 1289,00 mdM și are o deschidere de 16,20 m. Galeria subterană are un diametru D=4,25 m și o lungime totală de 230,0 m, din care 70,0 m este galerie înclinată. Aruncătoarea este situată pe versant, la zi, la cota 1233,90 mdM și asigură restituirea apei în râul Lotru.
Descărcătorul cu nivel liber este dimensionat la debitul de calcul Q 0,1%=470,0 m³/s și verificat la debitul de verificare corelat cu 20% din Q 0,01%=745,0 m³/s. Debitul de verificare se evacuează cu o lamă de 3,12 m (1292,12 mdM).

##### Golirea de fund
Golirea de fund s-a executat în versantul stâng și are următoarele elemente constructive:
- Priza golirii de fund, realizată sub forma unei cutii de beton armat, cu pragul la cota 1203,00 mdM, prevăzută la intrare cu grătar rar, metalic:
- Tronsonul amonte, executat între priza și casa vanelor, cu un diametru interior d=2,50 m și o lungime de 140,00 m. Este betonat și blindat pe toată lungimea cu tola de oțel autoportantă;
- Casa vanelor, situate în versantul stâng, este echipată cu două vane plane 1,70 x 2,40 m, dispuse în serie (vana amonte cu rol de vană de revizii – reparații);
- Puțul de acces la casa vanelor, cu secțiune circulară, cu diametrul d=5,20 m și o înălțime de 90,0 m;
- Tronsonul aval de casa vanelor, de racord cu galeria de deviere, înclinat cu 160 față de orizontală, cu diametrul d=5,15 m și lungimea de 60,0 m;
- Casa troliilor, situată la cota 1293,0 mdM, pe drumul de contur mal stâng, asigură accesul în puțul de acces și ridicarea pieselor pentru reparații.

#### Etanșări la baraj

##### Nucleul de argilă
Corpul barajului a fost etanșat cu nucleu de argilă.

### Priza de apă
Priza de apă, în formă de pâlnie, amplasată pe versantul drept, servește la conducerea apelor din lacul Vidra în aducțiunea principală.
Închiderea aducțiunii se realizează cu ajutorul a două vane: o vană plană și una batardou. Vanele sunt acționate dintr-un puț umed, cu diametrul d=6,60 m, prin mecanismele de manevră, amplasate în casa vanelor. Priza este prevăzută la intrare cu grătare rare. Debitul captat prin priza de apă este de 80,0 m³/s.
Elementele constructive ale prizei sunt următoarele:
- Trompa prizei – permite accesul apei din lacul de acumulare Vidra și are următoarele caracteristici constructive:

- cota inferioară: 1229,97 mdM;
- cota superioară: 1239,81 mdM;
- lungimea: L=22,68 m;
- înălțimea: H=12,00 m
- secțiunea finală: 5m.

- Calea de rulare – alcătuită din elemente longitudinale din beton simplu având capătul superior fundat pe rocă sănătoasă, rigidizate transversal cu o grindă din beton care leagă între ele cele 5 elemente longitudinale ale căii. La cota 1297,5 mdM calea de rulare se leagă cu platforma casei vanelor.
- Casa vanelor și puțul umed – o construcție din beton armat dezvoltat pe 4 nivele, între cotele 1289,3 mdM și 1309,4 mdM. Adăpostește o vană rapidă și un batardou.
- Galeria de legătură – face legătura dintre priză și puțul umed. Are o lungime de 68,00 m și diametrul inferior d=5,00 m.[1]

## Imagini

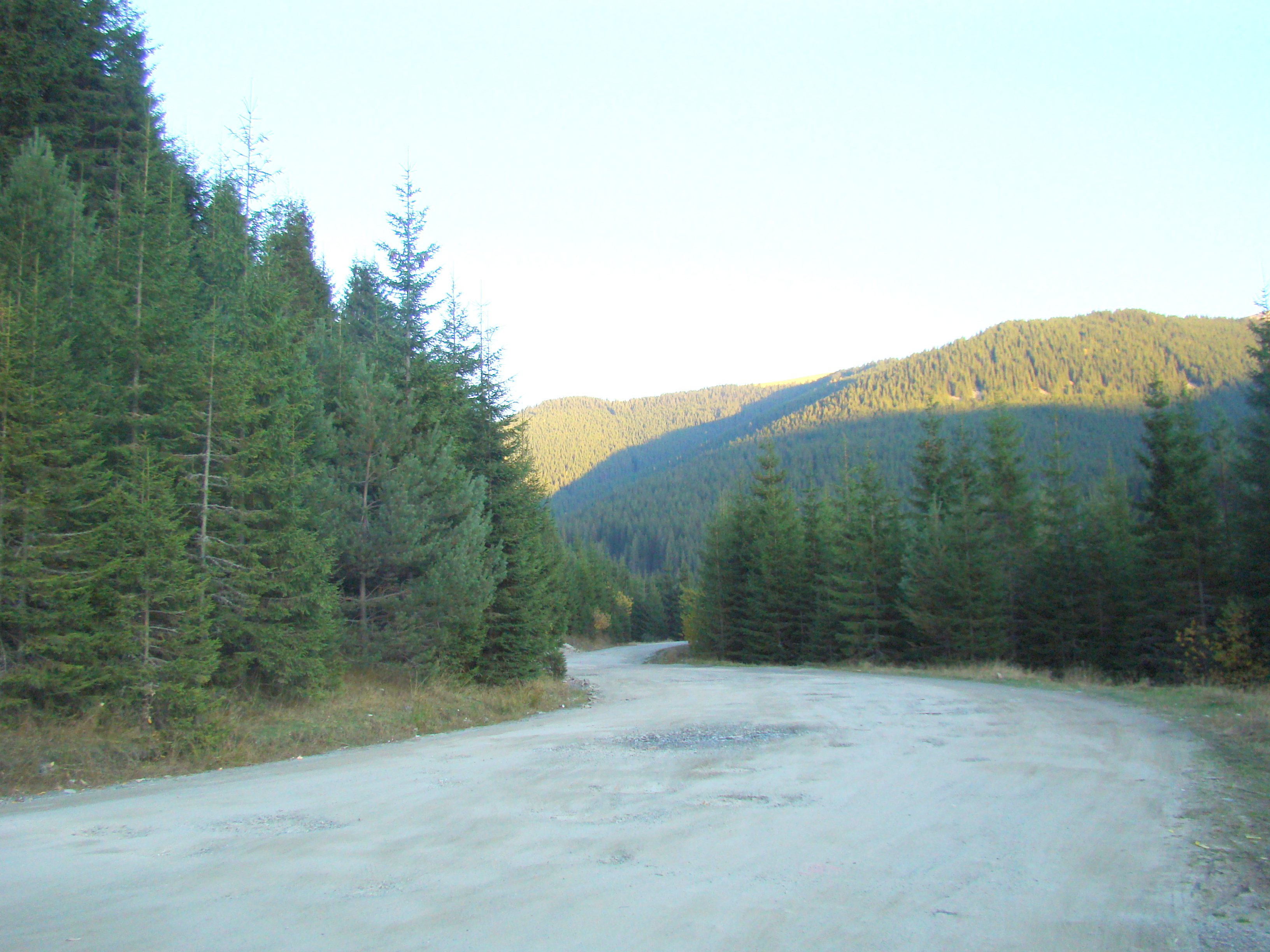
Drumul spre barajul Vidra
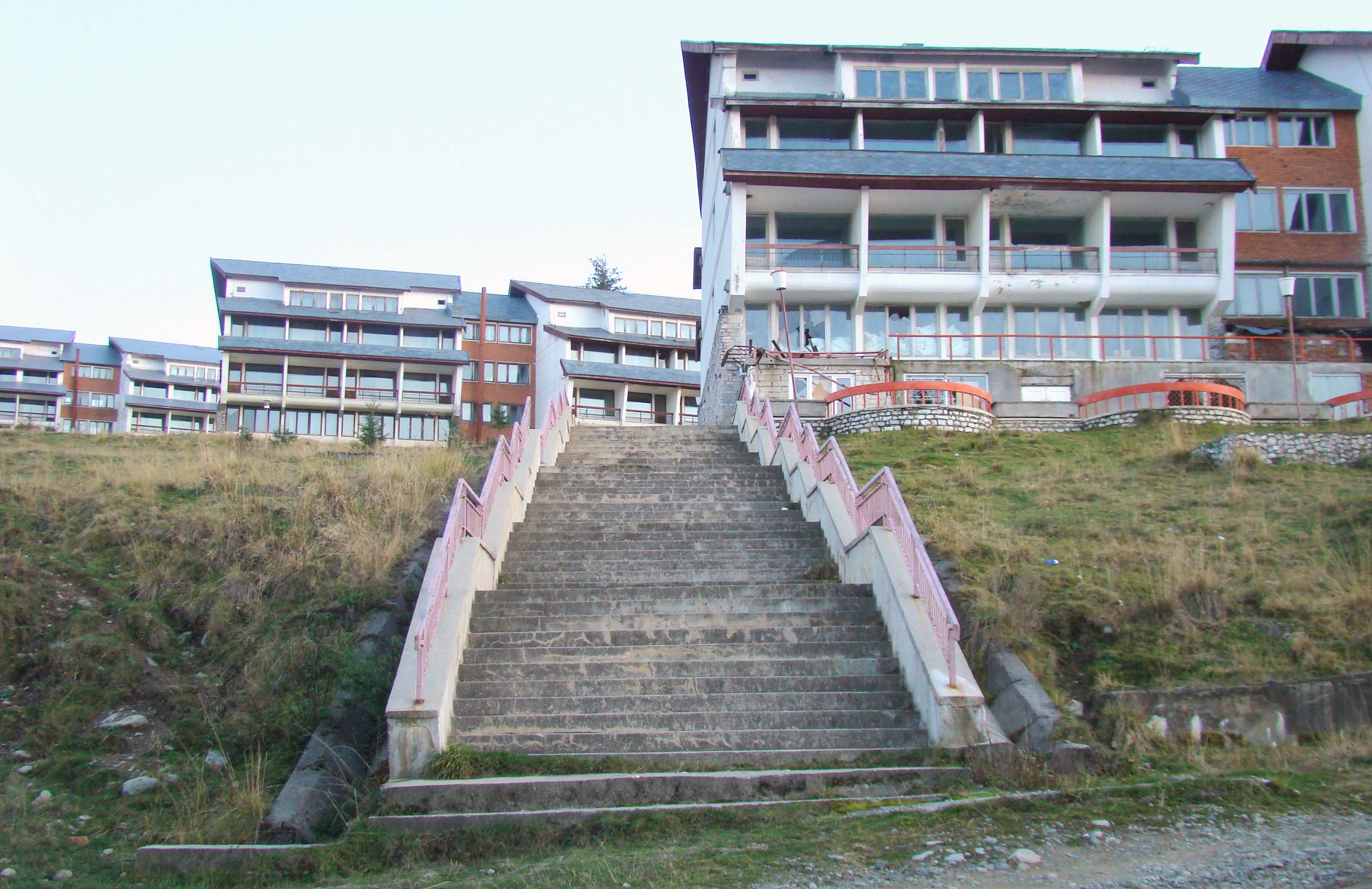
Staţiunea părăsită Vidra
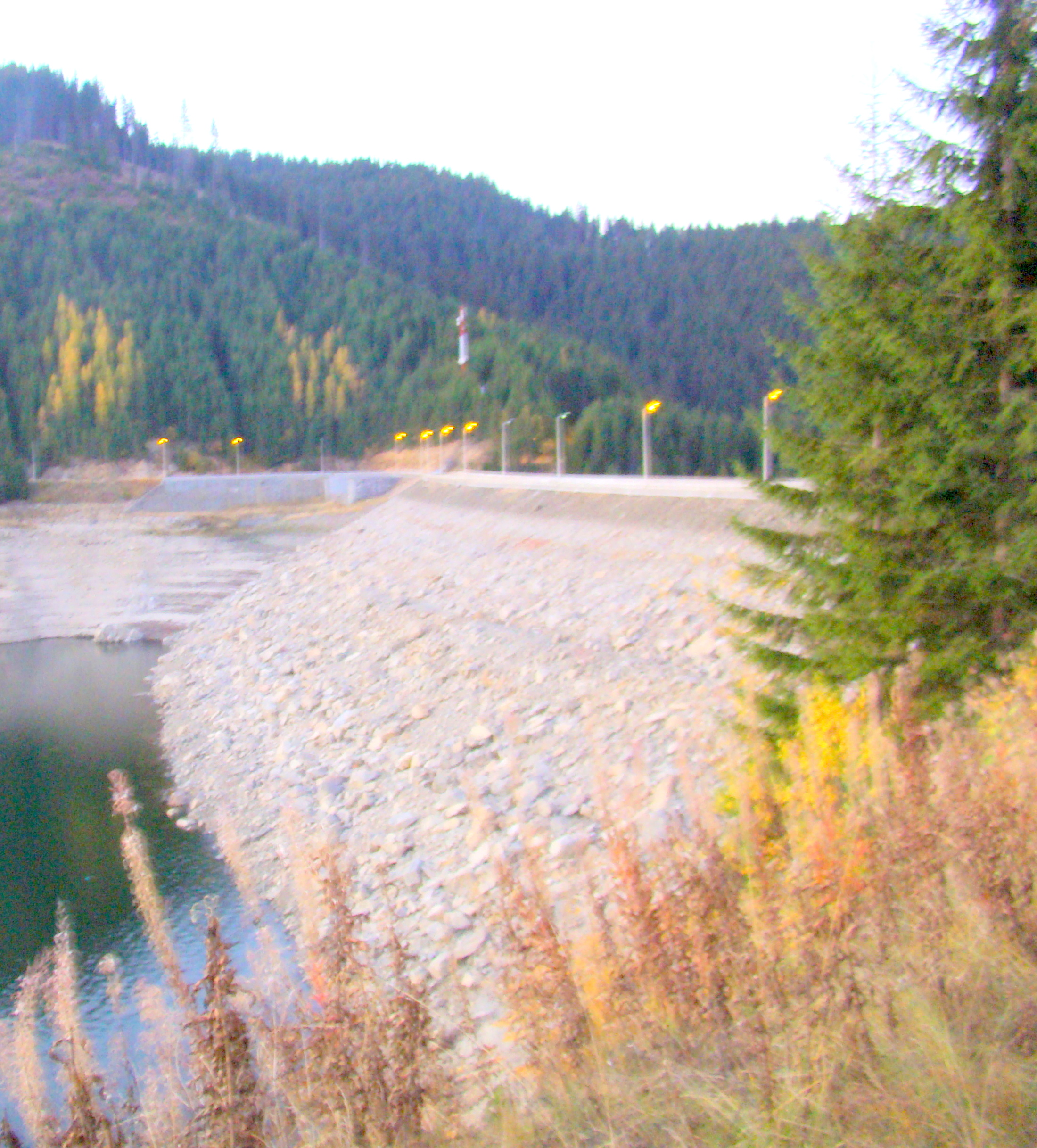
Barajul Vidra
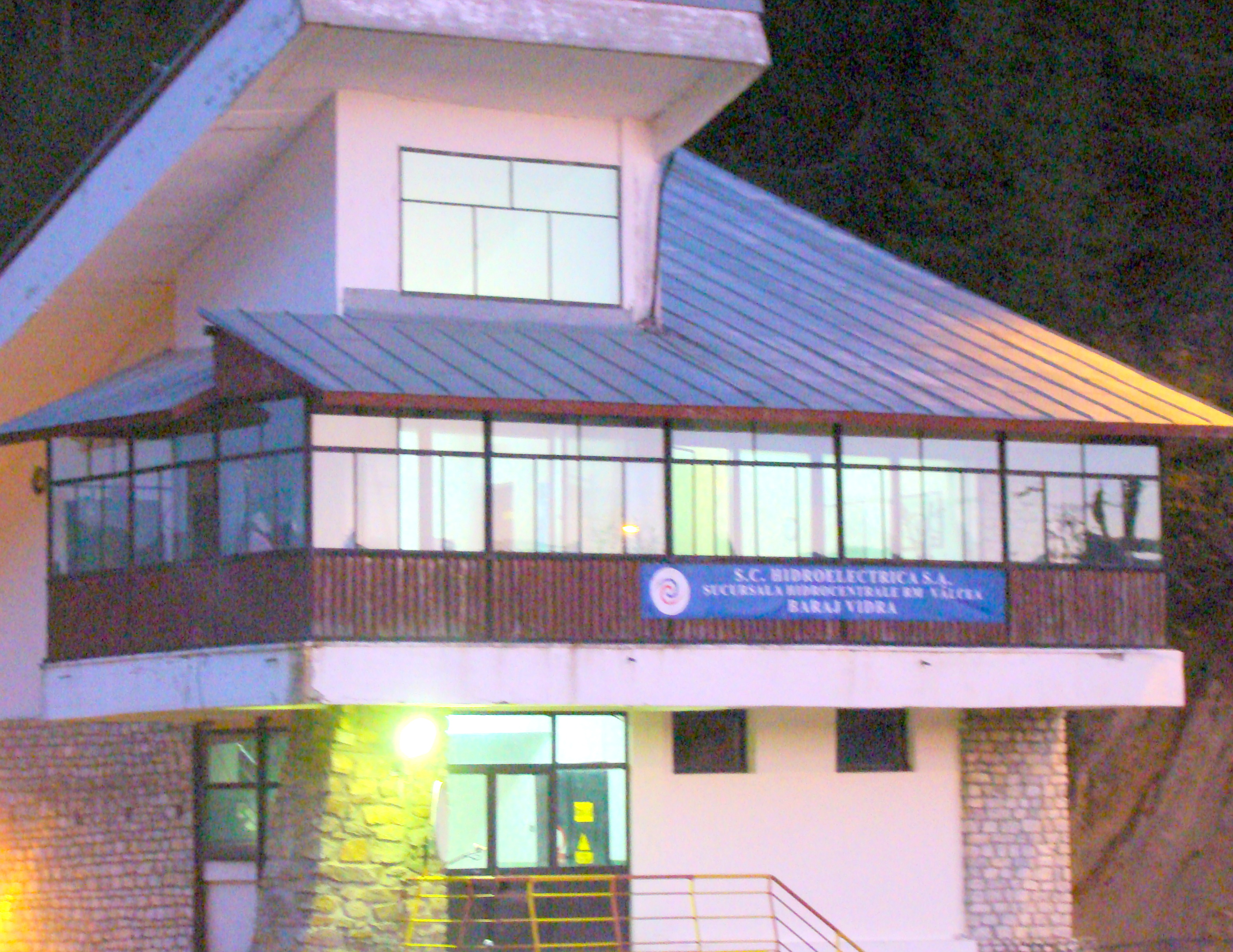
Dispecerat baraj
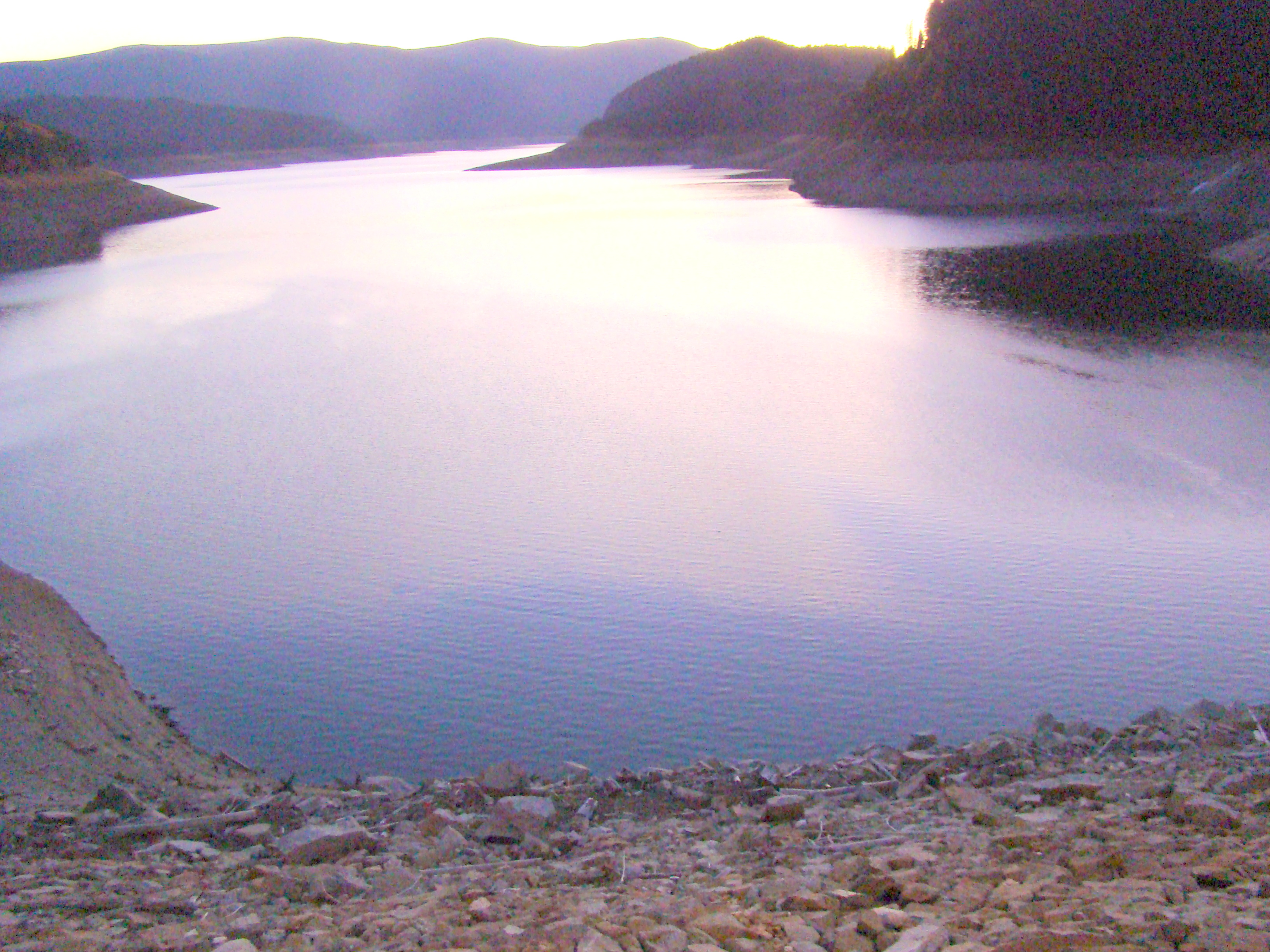
Lacul de acumulare
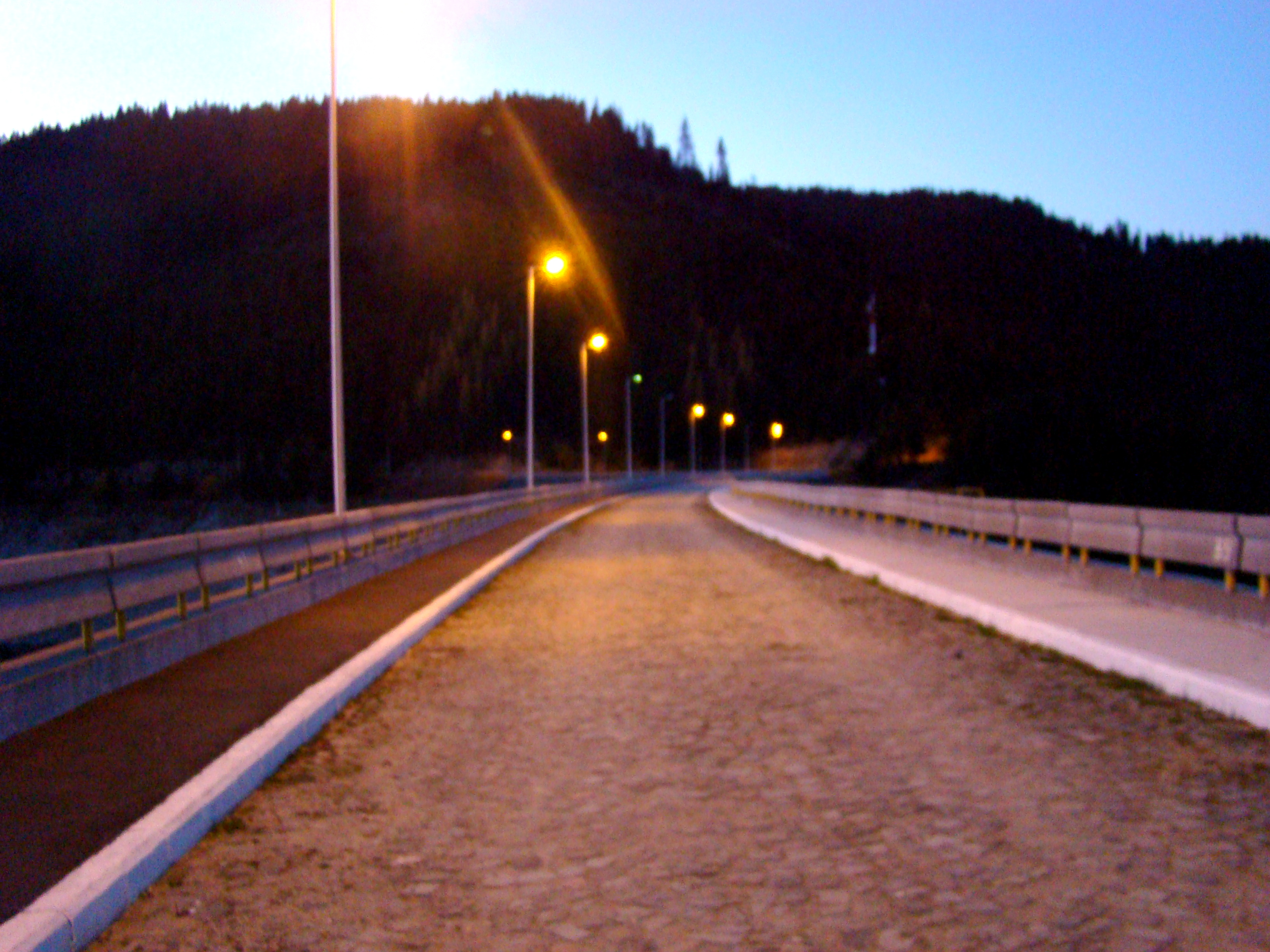
Drumul amenajat pe baraj
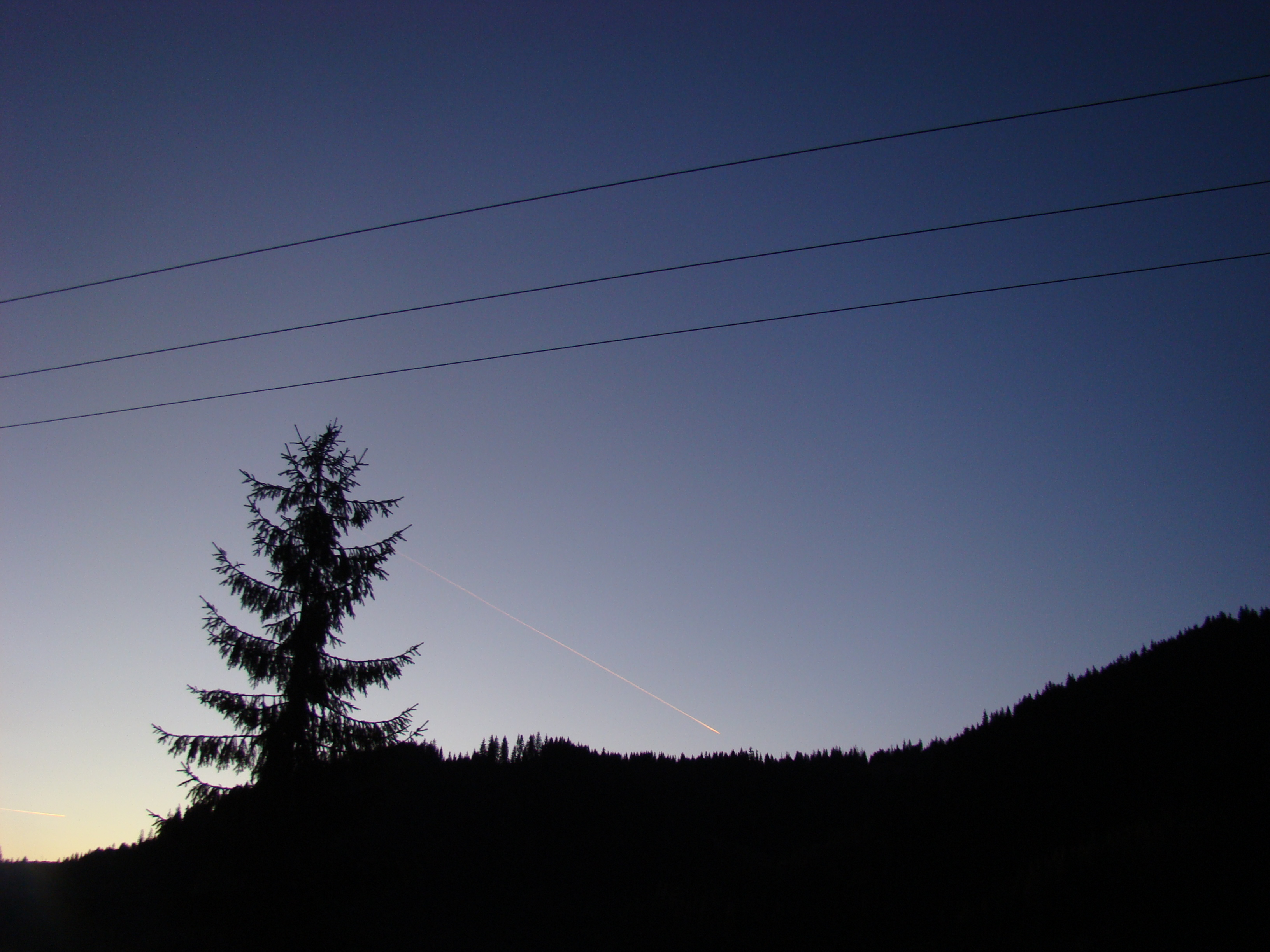